# Greely-Insel
Greely-Insel (russisch Остров Грили; Ostrow Grili) ist eine Insel des arktischen Franz-Josef-Lands. Administrativ gehört sie zur russischen Oblast Archangelsk.

## Geographie
Die Greely-Insel ist 17,5 km lang und bis zu 10,5 km breit. Ihre Fläche beträgt 127 km². Ihre höchste Erhebung befindet sich im Südosten und misst 474 m. Die Greely-Insel ist mit Ausnahme einiger Uferzonen und Gipfel vollständig vergletschert. An ihren Küsten wechseln sich Gletscherfronten mit steilen Kliffs ab.
Die Insel befindet sich im Osten der zentralen Gruppe Franz-Josef-Lands (Zichy-Inseln). Nordöstlich liegen, getrennt durch den Sterneck-Sund, die Kane-Insel, die Kuhn-Insel und das Felseiland Brosch-Insel. Im Sund zwischen der Greely-Insel und der südwestlich gelegenen Ziegler-Insel befindet sich die kleine Ugolnoi-Kopi-Insel.

## Geschichte
Die Greely-Insel wurde im April 1874 von der Österreichisch-Ungarischen Nordpolexpedition entdeckt, aber nicht näher erforscht. Sie erscheint auf Julius Payers erster Karte des Franz-Josef-Lands als Teil einer ausgedehnten Landmasse, die er Zichy-Land nannte. Erst die Baldwin-Ziegler-Polarexpedition (1901–1902) stellte fest, dass Zichy-Land aus mehreren Inseln besteht. Evelyn Baldwin richtete eines seiner zwei Basislager (Kane Lodge) auf der Greely-Insel ein, die er McKinley-Insel nannte. Ihren heutigen Namen erhielt die Insel von Anthony Fiala, der bereits an Baldwins Expedition teilgenommen hatte, und von 1903 bis 1905 die Fiala-Ziegler-Expedition leitete. Namensgeber ist der US-amerikanische Polarforscher Adolphus Greely, der 1881–1884 im Rahmen des Ersten Internationalen Polarjahrs eine dramatisch endende Expedition in den Norden Ellesmere Islands durchgeführt hatte.
Im Sommer 2012 wurden an der Küste der Greely-Insel Schlittenteile und Bretter einer vorgefertigten Hütte gefunden. Möglicherweise handelt es sich um die Reste von Baldwins Kane Lodge, deren genaue Position bis dahin nicht bekannt war.